# E. Lilian Todd
E. Lilian Todd (1865 – 1937) a fost un inventator autodidact american din Washington, D.C.
A fost prima femeie care a desenat o schiță completă a unui aparat de zbor.
Avionul proiectat de ea a fost finanțat de Olivia Sage, o americancă bogată, și a decolat pe 7 noiembrie 1910, pe actualul aeroport Roosevelt.